# 底栖泥蚤
底栖泥蚤（学名：Ilyocryptus sordidus）为粗毛蚤科泥蚤属的动物。分布于亚洲、欧洲、拉丁美洲、北美洲、大洋洲、台湾岛以及中国大陆的广东、广西、江苏、安徽、江西、湖北、河北、云南、贵州、山西、陕西、甘肃、新疆等地，生活习性为底栖。其主要栖息于湖泊、水库、池塘的底部以及水流缓慢或静止的河沟底部淤泥的表层。